# Phanotea sathegyna
Phanotea sathegyna är en spindelart som beskrevs av Griswold 1994. Phanotea sathegyna ingår i släktet Phanotea och familjen Zoropsidae. Inga underarter finns listade i Catalogue of Life.